# Roger Gunnarsson
Roger Gunnarsson är en svensk låtskrivare och musiker, uppvuxen i Halmstad.
Gunnarsson var först aktiv i 90-talets svenska indiepopscen i banden Dune, Novelle och Wilson. I mitten av 90-talet startade han hemstudiobandet Nixon i Halmstad. Efter ett antal medlemsbyten blev bandet ett enmansprojekt och 1999 släpptes första låten "Dance To A Different Tune" på en vinylsingel av svenska skivbolaget och musiktidningen Benno.
2000 startade han duon Free Loan Investments med Amanda Aldervall. Bandet gav ut skivor i Sverige, England och USA. Free Loan Investments blev även ett populärt liveband med två ytterligare medlemmar. Bandets musikaliska kännetecken var glad pop med hårda, och ofta politiska, texter. Bandet gjorde sin sista spelning sommaren 2004.
2005 släppte han ett album med anonyma duon Intellivision, som var ett hyllningsprojekt till italodisco och europop.
2007 gjorde artisten Sally Shapiro covers av Nixons "Anorak Christmas" och "She Keeps Me Alive" (omdöpt till "He Keeps Me Alive"), och samma år startade han bandet The Garlands med Christin Wolderth på sång.
2008 producerade han och skrev samtliga låtar på Cloetta Paris debutalbum Secret Eyes under pseudonymen Clive Reynolds. Cloetta Paris fick fans både genom indiepopen och i musikmedia. Senare samma år släpptes även singeln "You And Me By The Stereo" skriven tillsammans med Giordano Trivellato och Giuliano Sacchetto från bandet Milky.
På senare år har han endast varit verksam som låtskrivare och producent. 2012 skrev och producerade han till exempel låten "Die From A Broken Heart" åt den svenska discoartisten Bimbo Boy tillsammans med sin kollega i nya produktionsteamet Chart Music.
Han har under hela sin aktiva karriär haft ett sidoprojekt i popduon Roders. Gruppen skrev från början bara låtar på svenska men har på senare år skrivit musik på såväl svenska som engelska. 
Under 90-talet producerade och medverkade han i en rad filmprojekt i mindre sammanhang.

## Diskografi
Nixon
- 1999: Dance To A Different Tune 7"-singel
- 2000: Climbing Walls CD-EP
- 2000: Only Ugly People Smoke CD-album
- 2000: Anorak Christmas CD-EP
- 2001: November 1985 CD-album
- 2003: Snow Day CD-EP
- 2012: This Town 7"-EP

Free Loan Investments
- 2001: Pretentious Girl 7"-singel
- 2001: Puppy Love 7"-singel
- 2001: Youth Will Understand 7"-EP
- 2002: Ever Been To Mexico 10"-EP
- 2009: The Last Dance 7" (inspelad 2003)

Happy Birthdays
- 2002: Happy Birthdays To You CD-EP

Intellivision
- 2005: Calling Tokyo CD-album

Cloetta Paris
- 2008: Secret Eyes CD
- 2008: Me And You By The Stereo Digital singel
- 2011: Looking For Love Digital singel

The Garlands
- 2009: Why Did I Trust You? CD-EP
- 2009: Open Arms/Tell Me 7"-singel
- 2011: You Never Notice Me 7"-singel
- 2012: The Garlands CD + LP

Roders
- 2014 Senapsbarn (Spotify)
- 2018 Rodersia (Spotify)

## Som låtskrivare
- 2007: Sally Shapiro - Anorak Christmas
- 2008: Sally Shapiro - He Keeps Me Alive
- 2009: Sally Shapiro - Jackie Jackie (Spend This Winter With Me)
- 2009: Sally Shapiro - Love In July
- 2009: Sally Shapiro - Miracle
- 2009: Sally Shapiro - Save Your Love
- 2009: Sally Shapiro - Looking At The Stars
- 2011: Sally Shapiro - Le Noir Et Le Blanc Sur Le Piano
- 2011: Johan Agebjörn feat. Sally Shapiro - Casablanca Nights
- 2011: Johan Agebjörn feat. Lake Heartbeat & Le Prix - Watch The World Go By
- 2011: Sally Shapiro feat. Fred Ventura - Alice
- 2011: Leaderboard - Come On Julie
- 2011: Leaderboard - This Summer
- 2011: Leaderboard - Calling You
- 2011: Leaderboard - White Lies
- 2011: Pushy Parents - Secret Secret
- 2011: Pushy Parents - Hold Me Tight Or Let Me Go
- 2011: Pushy Parents - He's My Saturday
- 2011: Pushy Parents - Dear John
- 2012: Amanda Mair - What Do You Want
- 2012: Leaderboard - Street Lights
- 2012: Bimbo Boy - Die From A Broken Heart
- 2012: Alan Cook - Casablanca Nights
- 2012: Chart Music - When You Lied
- 2012: Sally Shapiro - What Can I Do
- 2013: Sally Shapiro - If It Doesn't Rain
- 2013: Sally Shapiro - Sundown
- 2013: Sally Shapiro - All My Life
- 2013: Sally Shapiro - Architectured Love
- 2013: Leaderboard - Out Of Love
- 2013: Namuel - Él Me Da Vida
- 2013: Matilda Madison - This Christmas
- 2014: Lia Pamina - How Come I
- 2014: Lia Pamina - Como Es
- 2015: Matilda Mattsvåg - Stop Me Now
- 2015: Matilda Mattsvåg - Everything's Changing
- 2015: Matilda Mattsvåg - The Right Way
- 2015: Matilda Mattsvåg - Out of My Life
- 2015: Matilda Mattsvåg - There's Really Nothing More
- 2015: Matilda Mattsvåg - All of the Time
- 2015: Leaderboard - Dreamin'
- 2015: Leaderboard - Sweet Little Lies
- 2015: Leaderboard - Noble Heart
- 2015: Leaderboard - If I Change
- 2015: Leaderboard - Chains
- 2016: Sally Shapiro - If You Ever Wanna Change Your Mind
- 2017: Ryan Paris & Sally Shapiro - Love on Ice
- 2018: Leaderboard - Tin Man
- 2018: Tom Hooker - Have You Ever Been in Love?
- 2018: Samantha Fox - Hot Boy
- 2019: Leaderboard - Trick of the Light